# Eumathios Philokalès
Eumathios Philokalès (en grec : Εὐμάθιος ὁ Φιλοκάλης) est un militaire byzantin de haut rang ainsi qu'un administrateur important sous Alexis Ier Comnène (1081-1118). Il est notamment connu en tant que gouverneur de Chypre durant 20 ans, de 1093 à 1112 environ. Il fut aussi gouverneur du sud de la Grèce, ambassadeur en Hongrie et mégaduc.

## Biographie
Il est probablement issu d'une famille de l'aristocratie civile avant de venir au métier des armes par l'administration. La carrière de Philokalès est connue au travers de l’Alexiade d'Anne Comnène et des sceaux attestant de ses différentes fonctions. Ces deux sources permettent de déduire que Philokalès est passé de protospatharios epi tou Chrysotriklinou à juge des thèmes de l'Hellas et du Péloponnèse puis à préteur (chef de l'administration civile d'un thème) du thème du Péloponnèse,. À la même période, il est envoyé par Alexis Ier comme ambassadeur en Hongrie pour arranger le mariage du fils et héritier d'Alexis, Jean, avec Irène de Hongrie.
En 1093, Alexis nomme Philokalès stratopédarque et gouverneur de Chypre à la suite de la suppression de la révolte s'étant déroulée sous Rhapsomatès, le précédent gouverneur. Étant donné l'importance stratégique de l'île, cette nomination indique l'importance de Philokalès dans la hiérarchie impériale et cela prouve la confiance qu'il a auprès de l'empereur. À son arrivée sur l'île, il dispose d'une flotte importante et d'une troupe de cavalerie capable de réprimer toute nouvelle velléité de révolte. Dans l’Alexiade, Anne Comnène loue l'intelligence et la dévotion de Philokalès,. Il reste à la tête de Chypre jusqu'au début des années 1110 à l'exception de la période 1109-1110. Les sources ecclésiastiques chypriotes sont très critiques envers Eumathios qu'elles décrivent comme cruel et sans pitié, l'apparentant à un loup ou à un disciple du Diable (eumathès signifie « bon disciple »). Cette réputation lui vient des lourdes taxes qu'il impose à la population de l'île. Les peintures du monastère Saint-Jean-Chrysostome de Koutzovendi (fondé par Eumathios Philokalès) expriment les remords de Philokalès à l'égard de cette surcharge fiscale, rendue nécessaire par l'exigeante politique impériale d'Alexis Ier Comnène. En 1099, il repousse une attaque des Pisans contre Chypre. Grâce à son poste, il joue un rôle important dans les relations avec les États latins d'Orient puisqu'il est le lien entre Alexis et Raymond IV de Toulouse, un allié de l'empire. Ainsi en 1102, Philokalès fournit Raymond en vivres et en équipements lors de son siège de Tripoli.
En 1109, Philokalès se rend à Constantinople où il demande à être muté comme gouverneur d'Attaleia. En dépit de son inexpérience dans les affaires militaires, l'empereur Alexis satisfait son souhait et place Philokalès à la tête d'une armée. Il débarque à Abydos et s'enfonce à l'intérieur des terres d'Asie Mineure pour prendre son poste. Lors de son trajet, il restaure et repeuple la ville d'Adramyttion détruite par Tzachas quelques années auparavant. Dans la région de Lampe, il inflige une lourde défaite aux troupes turques et se dirige ensuite vers Philadelphie dont il rebâtit les murailles en prévision d'une attaque. Celle-ci intervient peu après lorsqu'un certain Asan se présente devant les murs de la ville qu'il ne peut assaillir. En conséquence, il envoie ses troupes piller les alentours. Philokalès décide alors de poursuivre les Turcs dont l'armée de 10 000 hommes se dirige vers Kelbianos. Les Byzantins réussissent à les mettre en déroute lors d'une attaque surprise. Ensuite, ils s'attaquent aux autres groupes de soldats envoyés piller la région vers Nymphaeion et Smyrne et réussissent à les vaincre près du Méandre.
On connaît peu de choses de la suite de l'existence de Philokalès. En 1111 ou 1112 alors que Manuel Boutoumitès est envoyé comme ambassadeur auprès du royaume de Jérusalem, il revient à son poste de gouverneur de Chypre. Dans un acte daté de 1118, il est notifié qu'il occupe le poste de mégaduc. Quelques sources témoignent aussi de son élévation aux rangs de magistros puis de kouropalates et enfin de pansebastos sebastos en 1118,.